# Trappen
Trappen (Otididae) zijn de enige familie van vogels uit de orde Otidiformes. De familie telt 26 soorten.

## Kenmerken
Ze hebben stevige poten, een lange hals en brede vleugels. Ze zijn meestal bruin of grijs gekleurd en hebben donkere strepen en vlekken aan de bovenzijde en wit, geel of zwart aan de onderzijde.

## Leefwijze
Het zijn schuwe vogels die op de grond leven, hoewel ze goed kunnen vliegen. De soorten zijn alleseters, maar eten over het algemeen plantaardig voedsel.

## Verspreiding en leefgebied
De soorten leven in steppen en savannen. Ze komen voor in Europa, Afrika, Azië en Australië.

## Taxonomie
- Familie Otididae
  - Geslacht Otis (1 soort: Grote trap)
  - Geslacht Ardeotis (4 soorten waaronder de Koritrap)
  - Geslacht Chlamydotis (2 soorten kraagtrappen)
  - Geslacht Heterotetrax (3 soorten)
  - Geslacht Neotis (4 soorten)
  - Geslacht Eupodotis (2 soorten)
  - Geslacht Lophotis (3 soorten)
  - Geslacht Afrotis (2 soorten)
  - Geslacht Lissotis (2 soorten)
  - Geslacht Houbaropsis (1 soort: Baardtrap)
  - Geslacht Sypheotides (1 soort: Kleine Indische trap)
  - Geslacht Tetrax (1 soort: Kleine trap)